# Désert du Colorado
 (février 2023).
Si vous disposez d'ouvrages ou d'articles de référence ou si vous connaissez des sites web de qualité traitant du thème abordé ici, merci de compléter l'article en donnant les références utiles à sa vérifiabilité et en les liant à la section « Notes et références ».
Le désert du Colorado est un désert qui s'étend au sud de la Californie (États-Unis) et au nord de la Basse-Californie (Mexique), avec une superficie d'environ 40 000 km2, des San Bernardino Mountains jusqu'au fleuve Colorado, d'où vient son nom. En réalité, ce désert est l'extension nord-ouest du désert de Sonora. On y trouve la Vallée impériale et la Vallée de Coachella, du nord-est au sud de la Salton Sea, respectivement. Joshua Tree National Park se trouve au nord de désert. L'Anza-Borrego Desert State Park, le parc d'État le plus grand des États-Unis se trouve dans le désert. Une population d'environ 375 000 habitants est présente dans ce désert.

## L'agriculture

### Une agriculture vivrière
La principale activité dans ce désert est l'agriculture. On parle ici d'agriculture vivrière car elle permet aux populations de vivre, et leur procure également un revenu. Ils développent essentiellement des produits comme le coton, des fruits et légumes, et des céréales. Une partie de ces récoltes est destinée à la vente, soit pour une alimentation directe, soit pour être ensuite transformés comme le coton (textile) ou les céréales (farines…).

### L'irrigation
Pour pouvoir développer l'agriculture dans cet espace aux conditions climatiques difficiles, l'homme a dû au fil des années créer tout un réseau de canaux permettant l'irrigation de certaines zones. Le proximité du Colorado a facilité cette installation. En effet, elle est la première ressource en eau pour cette zone. L'Imperial Valley illustre parfaitement ce phénomène car c'est un espace où l'agriculture intensive est très développée avec une forte demande en eau.

## Les précipitations
Le désert du Colorado peut être considéré comme atypique étant donné qu'il connaît des périodes de précipitations. En effet, en moyenne deux fois par an, il subit des fortes pluies. Ce phénomène arrive une première fois vers la fin de l'été, et une seconde fois au cours de l'hiver. Ce sont des périodes relativement régulières chaque année. Ces pluies se localisent à certains endroits du désert, surtout dans le Sud. Ce climat est également un facteur de développement pour l'agriculture.

## Le tourisme

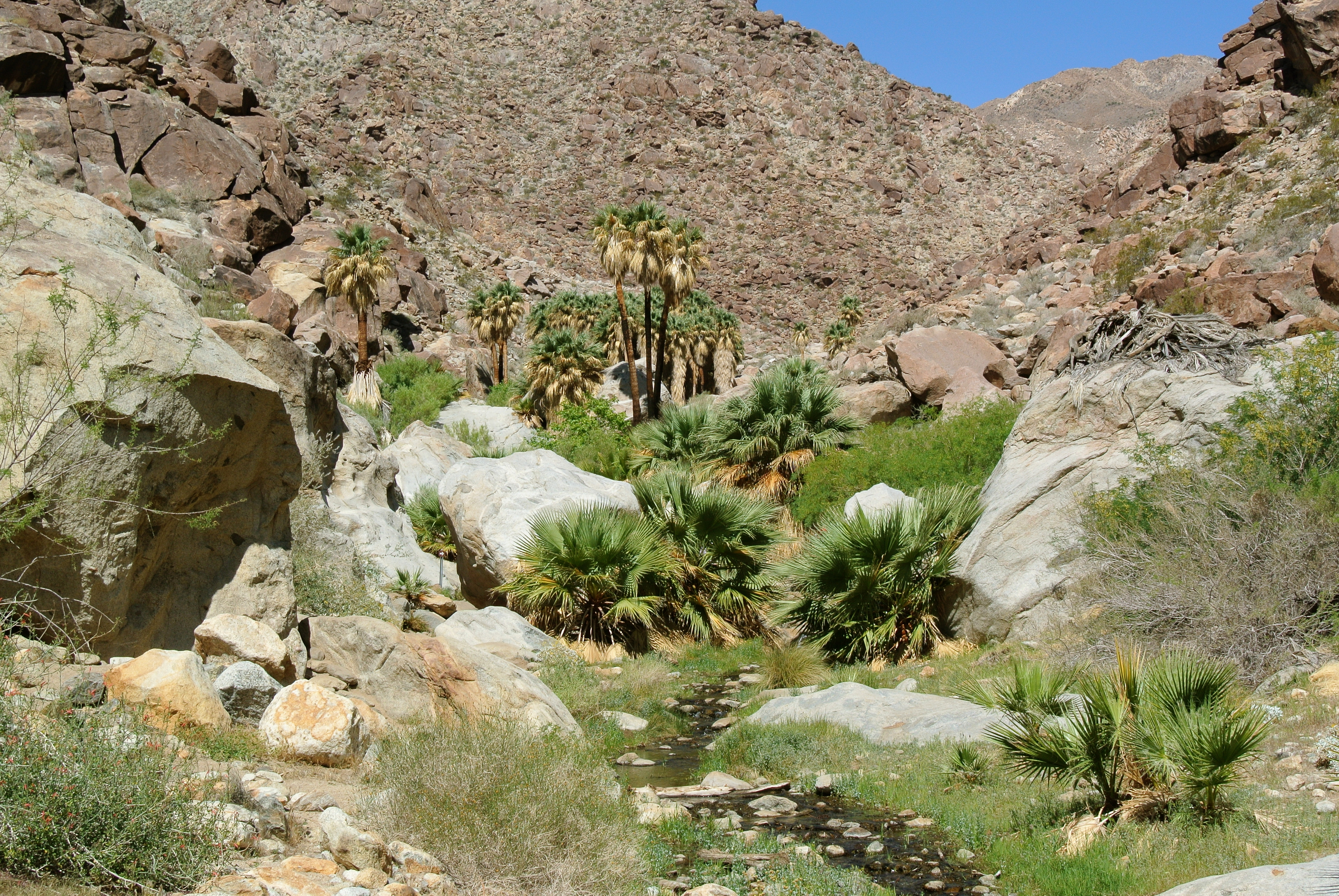
Palm Canyon à Anza-Borrego Desert State Park, Washingtonia filifera

Ce désert ne se développe pas seulement grâce à de fortes cultures, il a une attraction touristique importante. On retrouve dans cet espace des paysages qui attirent les touristes. De nombreux parcs naturels sont présents donc cela a permis une faune et une flore importante. Certains animaux rares sont présents dans cette zone, notamment des oiseaux, des aigles royaux, des cerfs mulets… De plus en plus d'aménagements sont faits pour faciliter le tourisme et les États cherchent à rendre cet espace attractif pour miser sur cette nouvelle ressource économique.